# Gateshead International Stadium
Il Gateshead International Stadium è una struttura multifunzionale a Gateshead, nel Regno Unito. Noto in origine come Gateshead Youth Stadium, è stato costruito nel 1955, e da allora è stato ristrutturato in tre occasioni. Può ospitare 11800 persone: si tratta per questo del più grande stadio nel Metropolitan Borough di Gateshead, e il terzo più grande del Tyne and Wear dopo il St James' Park di Newcastle upon Tyne e lo Stadium of Light di Sunderland.